# Rejhane Dżabbari
Rejhane Dżabbari (pers. ‏ریحانه جباری‎, ur. 1988, zm. 25 października 2014 w Karadżu) – Iranka skazana na śmierć za zabójstwo Mortezy Abdolalego Sarbandiego. Jej proces i wyrok skazujący na śmierć wywołał międzynarodowy sprzeciw i zaangażowanie organizacji broniących praw człowieka.
Dżabbari przebywała w więzieniu od 2007 roku, aż do egzekucji przez powieszenie wykonanej w październiku 2014 za zabicie jej domniemanego napastnika. Opublikowała swoją historię o pobycie w więzieniu, gdzie przebywała 7 lat, częściowo w izolacji. Zgodnie z irańskim prawem, po tym jak udowodniono jej winę, a jej świadectwo samoobrony uznano za nieprawdziwe, tylko rodzina ofiary miała prawo do wstrzymania egzekucji; ta jednak nalegała, aby wykonano wyrok.

## Okoliczności
W 2007 roku 19-letnia Dżabbari, która pracowała jako dekoratorka wnętrz, spotkała w kawiarni Sarbandiego, byłego pracownikia irańskiego wywiadu. Według sprawozdawcy ONZ do spraw praw człowieka w Iranie, Ahmada Szahida, Dżabbari została zatrudniona przez Sarbandiego, który zlecił jej redekorację biura. Sarbandi miał zabrać ją do swojego mieszkania, gdzie została przez niego odurzona i wykrzystana seksualnie. Dżabbari chwyciła kieszonkowy nóż i dźgnęła go, a następnie uciekła z miejsca zbrodni pozostawiając Sarbandiego, który wykrwawił się na śmierć.

## Proces i wyrok śmierci
Po zabójstwie Rejhane Dżabbari została aresztowana, przez dwa miesiące przebywała w izolacji bez możliwości kontaktu z rodziną ani prawnikiem. Mohammad Mostafaji, który był jej pierwszym prawnikiem, opisał jej historię w swoim blogu. Amnesty International podała, że władze Iranu zmusiły Dżabbari do zmiany prawnika na mniej doświadczonego, utrudniając jej dochodzenie swych racji.
W czasie procesu przyznała się do popełnienia czynu, argumentując, że broniła się przed gwałtem, jednak sąd nie uwierzył w jej wersję wydarzeń. Według Amnesty Dżabbari przyznała się do dźgnięcia nożem, ale zeznała, że inny mężczyzna przebywający w mieszkaniu zabił Sarbandiego. Rodzina ofiary nalegała, aby skazano ją za morderstwo z premedytacją, gdyż Dżabbari przyznała się, że kupiła nóż na dwa dni przed zabójstwem. W 2009 roku została skazana na karę śmierci, następnie sąd najwyższy utrzymał wyrok w mocy. Matce Dżabbari zezwolona na godzinne odwiedziny przed egzekucją. 25 października 2014 roku została stracona przez powieszenie w więzieniu Gohardasht na północ od Karadżu.
W sprawę Rejhane Dzabbari zaangażowała się między innymi Amnesty International, ONZ, Unia Europejska i Gatestone Institute, które apelowały o wstrzymanie jej egzekucji. Kara została przełożona z kwietnia 2014 roku pod wpływem globalnej kampanii, która zebrała 20 tys. podpisów pod petycją. Mimo to, międzynarodowy apel o uczciwy proces i ułaskawienie nie przyniósł skutku.

## Upamiętnienia
Historia Rejhane Dżabbari została ukazana w filmie dokumentalnym Steffi Niederzoll pt. "Siedem zim w Teheranie" (Seven winters in Tehran) z 2023 roku. Film był pokazywany w Polsce w maju 2023 roku na 20. edycji festiwalu filmów dokumentalnych Millennium Docs Against Gravity.